# Dragojnovo
Dragojnovo (Bulgaars: Драгойново) is een dorp in Bulgarije. Het dorp is gelegen in de gemeente Parvomaï, oblast Plovdiv. Het dorp ligt hemelsbreed ongeveer 42 km ten zuidoosten van Plovdiv en 174 km ten zuidoosten van de hoofdstad Sofia. 

## Bevolking
Op 31 december 2020 telde het dorp Dragojnovo 314 inwoners. Het aantal inwoners vertoont al jaren een dalende trend: in 1934 had het dorp nog 2.349 inwoners.
| Bevolkingsontwikkeling tussen 1934 en 2020          |
| --------------------------------------------------- |
|                                                     |
| Bron: Nationaal Statistisch Instituut van Bulgarije |

Het dorp wordt uitsluitend bewoond door etnische Bulgaren. In de volkstelling van 2011 identificeerden alle 352 ondervraagden zichzelf met de "Bulgaarse etniciteit".
| Etnische samenstelling van de respondenten (2011) | Etnische samenstelling van de respondenten (2011) | Etnische samenstelling van de respondenten (2011) | Etnische samenstelling van de respondenten (2011) | Etnische samenstelling van de respondenten (2011) |
| ------------------------------------------------- | ------------------------------------------------- | ------------------------------------------------- | ------------------------------------------------- | ------------------------------------------------- |
|                                                   |                                                   |                                                   |                                                   |                                                   |
| Bulgaren                                          | Bulgaren                                          |                                                   | 100,0%                                            | 100,0%                                            |
| Turken                                            | Turken                                            |                                                   | 0,0%                                              | 0,0%                                              |
| Roma                                              | Roma                                              |                                                   | 0,0%                                              | 0,0%                                              |
| Anders/Onbekend                                   | Anders/Onbekend                                   |                                                   | 0,0%                                              | 0,0%                                              |